# إيفيلين دانزيغ
إيفيلين دانزيغ (بالإنجليزية: Evelyn Danzig)‏ هي كاتبة أغاني أمريكية، ولدت في 16 يناير 1902 في واكو في الولايات المتحدة، وتوفيت في 26 يوليو 1996 في لوس أنجلوس في الولايات المتحدة.

## وصلات خارجية
- إيفيلين دانزيغ على موقع ميوزك برينز (الإنجليزية)
- إيفيلين دانزيغ على موقع أول ميوزيك (الإنجليزية)
- إيفيلين دانزيغ على موقع أول ميوزيك (الإنجليزية)
- إيفيلين دانزيغ على موقع ديسكوغز (الإنجليزية)